# باولوس شيبانغا
باولوس شيبانغا (بالإنجليزية: Paulus Shipanga)‏ (مواليد 19 مايو 1980) لاعب كرة قدم ناميبي دولي يجيد اللعب في خط الوسط . يلعب لصالح نادي بأي يونايتد الجنوب الأفريقي .

## روابط خارجية
- باولوس شيبانغا على موقع الاتحاد الدولي (مؤرشف)  (الإنجليزية)
- باولوس شيبانغا على موقع قاعدة بيانات كرة القدم.إي يو (الإنجليزية)
- باولوس شيبانغا على موقع ناشيونال فوتبول تيمز (الإنجليزية)
- باولوس شيبانغا على موقع عالم كرة القدم.نت (الإنجليزية)
- باولوس شيبانغا على موقع كووورة